# للنيلين (ويلز)
للنيلين (ويلز) (بالإنجليزية: Llaneilian)‏ هي منطقة سكنية تقع في المملكة المتحدة في . يقدر عدد سكانها بـ 1,192 نسمة .